# Vulfaire
Vulfaire (mort le 18 juin 816) fut archevêque de Reims de 812 à sa mort,,. Il fut un haut dignitaire de l'Empire carolingien sous les règnes de Charlemagne et Louis le Pieux.

## Biographie
En 802, Vulfaire était émissaire royal (représentant) pour la circonscription territoriale (missaticum) du sud-est de la province ecclésiastique de  Reims. Ce rôle de missus n'est attesté que par l’Histoire de l’Église de Reims (Historia Remensis ecclesiae) de Flodoard (mort en 966), dans un paragraphe qui reprend les Capitulare missorum specialia de 802. Le nom du collègue laïc de Vulfaire (car les missi dominici étaient toujours nommés par deux : un religieux et un laïc) est inconnu. Jacques Stiennon a le premier réussi à recouper cette information grâce à un denier datant du règne de Charlemagne, qui porte l'inscription FUIFAR comme le missaticum de Vulfaire, en précisant qu'il s'agit du maître des monnaies en poste, ; mais selon une autre interprétation de cette inscription – FIUFAR ou ARFIUF – désignerait Strasbourg, lieu de battage de cette pièce de monnaie.
Vulfaire fut aussi légat de Charlemagne en Rhétie en 807,. Selon Flodoard, « Le fait que l'empereur Charlemagne lui [c’est-à-dire à Vulfaire] a accordé son entière confiance transparaît dans le fait qu'il l'a commis à la garde de quinze otages qu'il avait ramenés de Saxe, ». Dans la mesure où les Saxons étaient encore  majoritairement païens à l'époque, remettre ces otages aux mains d'un prélat pouvait faciliter l'évangélisation ultérieure de ce peuple. Selon le biographe de Charlemagne, Eginhard, Vulfaire fut l'un des témoins et des garants du testament de l'empereur en 811, par lequel il partageait son empire entre ses fils survivants.
Depuis le VIIIe siècle, les archevêques de Reims enregistraient des actes appelés ordinatio servitiorum (« liste de servitudes »), forme primitive de polyptyque : ces documents tenaient la liste des biens fonciers de l'archevêché, et les remembraient graduellement. « Vulfaire, nous dit Flodoard, regroupa en outre plusieurs fermes de l'évêché délimitées par la tradition pour en faire des villages exactement bornés ». Vulfaire a également créé la charge d’émissaire de l’Église (advocatus ecclesiae) dans la province de Reims.
Il organisa le concile de Reims de 813. En 814, il convoqua un synode à Noyon, rassemblant abbés, évêques et comtes. En 816, alors que le pape Étienne IV visitait la cathédrale de Reims pour y couronner l'empereur Louis le Pieux, il était déjà gravement malade, et rendit l'âme peu après. Le peuple et le clergé de la ville  choisirent Gislemar  pour lui succéder, mais lorsque les évêques de la province se réunirent, il jugèrent l'homme incapable de lire la Vulgate latine ; aussi leur choix se porta-t-il sur le candidat de l'empereur, Ebon.

## Source
- (en) Cet article est partiellement ou en totalité issu de l’article de Wikipédia en anglais intitulé « Wulfar » (voir la liste des auteurs).